# Ocre
Ocre ist eine italienische Gemeinde mit 1098 Einwohnern (Stand am 31. Dezember 2023) in der Provinz L’Aquila in den Abruzzen.

## Lage und Daten
Ocre liegt im Naturpark Sirente-Velino. Es liegt 13 Kilometer südöstlich der Regionalhauptstadt L’Aquila zu Füßen des gleichnamigen Berges (2200 m). Ocre besteht aus den Fraktionen San Panfilo (Sitz der Gemeindeverwaltung), San Felice, San Martino, Valle und Cavalletto und grenzt an die Gemeinden Fossa, L’Aquila, Rocca di Cambio, Rocca di Mezzo sowie Sant’Eusanio Forconese.

## Geschichte
Das Tal des Aterno war bereits in der vorrömischen Zeit besiedelt. Um 293 v. Chr. wurde die Gegend römisch. Um 940 wird Ocre erstmals urkundlich erwähnt. Seit 1178 ist von einer Festung in Ocre die Rede, bei der es sich wahrscheinlich um die Burg des Hauptortes San Panfilo handelt.
1226 wurde in Ocre das Kloster Santo Spirito (Heilig Geist), das 1248 an den Zisterzienserorden überging, gegründet. 
Als im 13. Jahrhundert L’Aquila gegründet wurde, erlangte Ocre strategische Bedeutung, weil man von der Burg aus einen Großteil der 140 Meter tiefer gelegenen Stadt kontrollieren konnte. In dieser Zeit wurde auch das exponierte Franziskanerkloster San Angelo gegründet.
Bis 1806 war Ocre eine Grafschaft (Baronie), zuletzt der Familie Bonanni-Ocre, deren Nachkommen zum Teil noch heute in Ocre leben. Das Schloss war auch im Besitz der Familie Bonanni-Ocre.
Bürgermeister von Ocre ist seit dem 30. März 2010 Fausto Fracassi von der Lista-civica. Sein Vorgänger (seit 2004) war Gianmatteo Riocci von der Mitte-links orientierten Bürgerliste.

## Sehenswürdigkeiten
Für Besucher interessant sind die Klöster, die Reste der Burg und die Festivals „Sagra del Forno“ (Ofenfest) und „Sagra della Castagna“.

## Kurioses
Der Name Ocre kann von Nichtitalienern leicht mit „Ocra“ (Ocker) verwechselt werden. In einigen Sprachen (portugiesisch, französisch und spanisch) wird der Farbstoff gleich geschrieben, wie der Ort.